# بخور

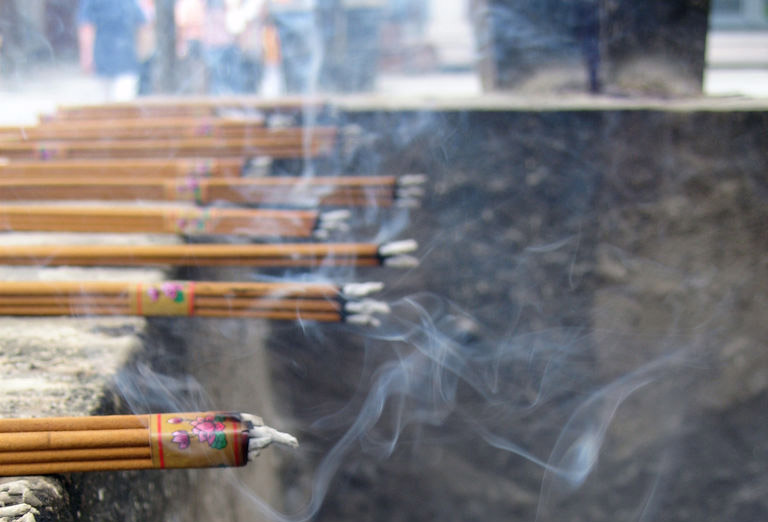
عيدان تبخير في معبد لونجهوا في الصين

البَخُور (بالإنجليزية:Incense) مادة حيوية عطرية تطلق دخانًا عطريًا عند الاحتراق. يُستخدم المصطلح للإشارة إلى المادة أو الرائحة. يستخدم البخور لأسباب جمالية، والعلاج بالروائح، والتأمل، والاحتفال. يمكن استخدامه أيضًا كمزيل رائحة بسيط أو طارد للحشرات.
توجد في جميع مناطق العالم أشكال كثيرة وخلطات مختلفة٫ ففي الدول العربية يوجد في المجالس أما في دول آسيا فيستخدم في المعابد.
يتكون البخور من مواد نباتية عطرية، وغالبًا ما يتم مزجها بالزيوت العطرية. تختلف الأشكال التي يتخذها البخور باختلاف الثقافة المحلية، وقد تغيرت طريقة تصنيعه مع التقدم في التكنولوجيا وزادت معدلات استخدامه.
يمكن تقسيم البخور عمومًا إلى نوعين رئيسيين بحسب طريقة الاستعمال إلى: «البخور غير القابل للإحتراق المباشر» و «البخور القابل للإحتراق المباشر». البخور غير القابل للاحتراق المباشر هو نوع غير قادر على الاحتراق من تلقاء نفسه، ويتطلب مصدر حرارة خارجي مستمر لحرقه. أما البخور القابل للإحتراق المباشر فيُشعل مباشرة ولمرة واحدة بواسطة اللهب ثم يتم تهويته وإطفاءه، تاركًا جمرة متوهجة تشتعل ذاتيا وتطلق رائحة دخانية.

## طريقة استخراج العود

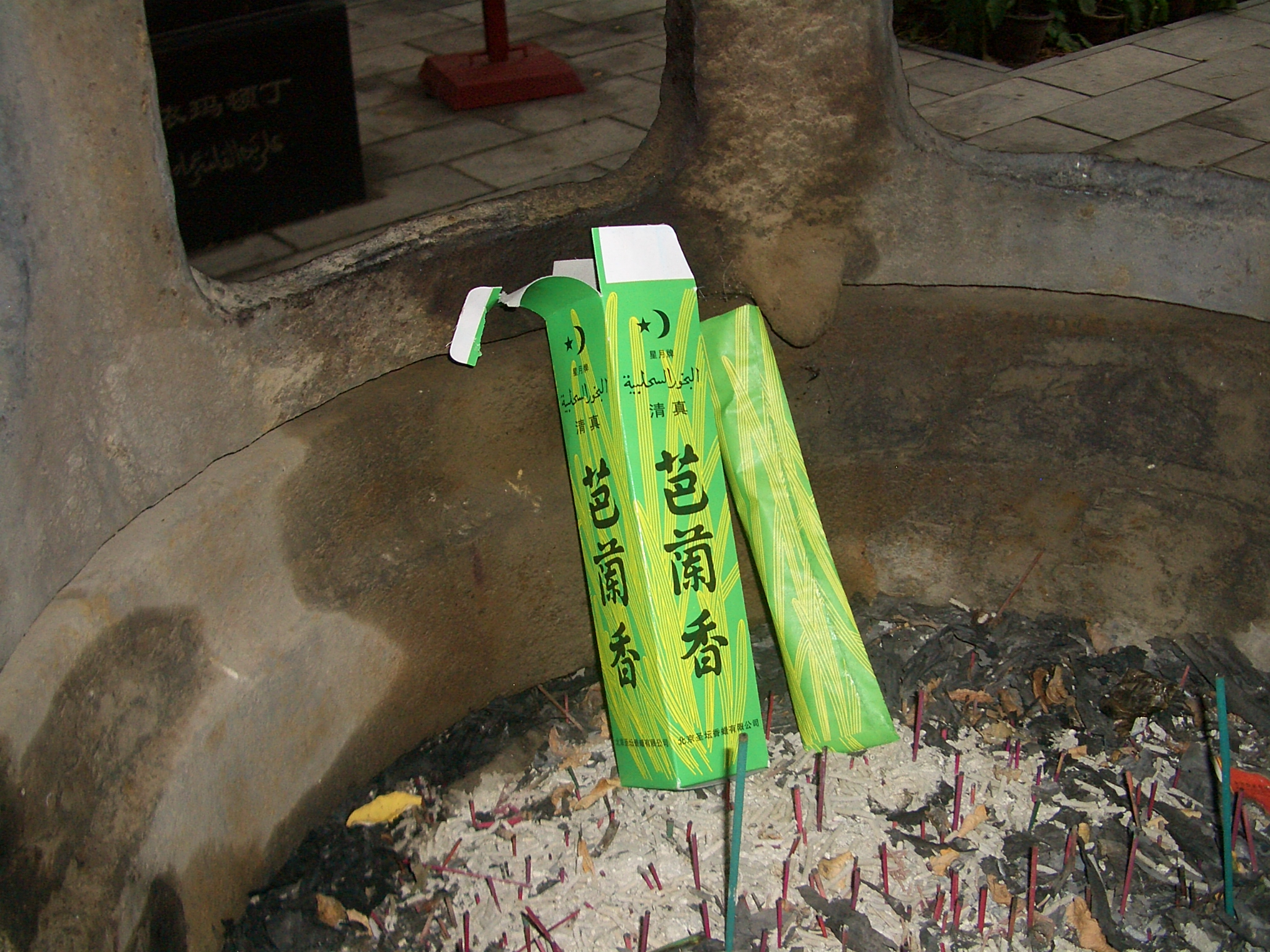
(البخور السحلبية) في مسجد صيني

في العادة نحصل على أجود أنواع خشب العود، من الأشجار المعمرة
والتي يتراوح عمرها ما بين 150 و 70 سنة.
على أن تكون الإصابة قد تطورت فيها منذ أكثر من 60 عاماً.
بداية استخراج هذا المكون النادر، يتم بعملية الحصاد والتقطيع
عبر قطع أشجار العود في موسم الشتاء وموسم الجفاف.
ويتم ذلك بانتزاعها من جذورها، بواسطة خبراء متمرسين
وقطع الشجرة وقطع الأجزاء المصابة،
وتتوالى التفاصيل التقليدية:
1 ـ فصل الأجزاء المصابة عن غير المصابة.
2 ـ تنظيف الأجزاء المصابة، عبر استخدام أيدي عاملة محترفة
وباستخدام الكثير من معدات النحت وتخليص العود من الأجزاء غير المصابة، ومن بعض الأجزاء الغيرخشبية العالقة بالعود ويتم ذلك بتأنّي وصبر.
بعد التنظيف تبدأ عملية التلميع، وذلك باستخدام ما يشبه المبرد المثلم غير الحاد
وكذلك بالأقمشة للحصول على قطع عود نظيفة ولامعة.
وتحفظ النفايات لتستخدم في صنع دهن العود.
عملية الفرز:
يقوم خبراء العود بفرز الخشب حسب معياري الوزن واللون.
فينتج عن عملية الفرز، تقسيم يأخذ الترتيب الآتي:
خشب الدبل السوبر Double Super
وهي القطع السوداء والثقيلة الوزن، وهي عادة أفضل أنواع خشب العود وأغلاها ثمناً.
أجودها الأسود الصلب الذي يشبه الصخر، ويتميز بكونه لا يطفو على الماء، ولا يتقطر الدهن منه.

## طريقة استعمال العود أو البخور
يحرق البخور عادة فيما يسمى بالمبخرة. وفي بعض الدول العربية كالسعودية واليمن وسلطنة عمان والإمارات والكويت وقطر والبحرين والأردن يعد تمرير البخور على الضيوف في المجلس دليلا على حسن الضيافة.

## المصطلح العلمي للشجرة العود
شجرة العود تسمى بـ (إقوالوريا) وهي شجرة الأم من أصل 15 شجرة موجودة بالعالم كله حيث انقرض أغلب الأشجار بسبب اقتلاعه لاستخراج الدهن والبخور.(إقوالوريا) شجرة البخور هذه يصل عمرها ما بين 70-100 سنة.

## بلد المنشأ والنكهات
هي المناطق الاستوائية الرطبة الممطرة بكثرة والتي تشتهر به مناطق شرق آسيا وخاصة فيتنام وإندونيسيا والهند وكمبوديا وتايلاند وهو ينمو بسرعة عالية جداً خاصة إذا توفر المناخ الجيد ويصل نموه واكتماله في خلال ثلاث سنوات فقط.

## البخور أو العود الصناعي
وهو الدارج الآن بسبب غلاء الطبيعي ويُصنع في إندونيسيا وبعض البلدان وهو مصنوع من خشب الشجر العادي
وهي ليست أعوادًا طبيعية، فيُصبغ باللون الأسود بواسطة أفران حرارية ورمال ساخنة جداً
ويُصب عليها دهن عود، بحيث إذا أشعلت هذا العود أعطاك رائحة بُخور خفيفة تُزبد
وهو يأتي كقطع ثقيلة، صعبة الكسر أو الثني.

## من مشتقات البخور
دهن العود ويستخلص كما يلي:
1- يقطّع الخشب إلى قطع صغيرة جداً، وإذا كان خشب العود شبه جيد
إلى قطع صغيرة ويُدق بمطرقة كبيرة، ليتحول إلى فتات مدقوق وهناك طريقة أخرى تستخدم في تايلاند
وهي طحن خشب العود بمطحنة كهربائية، وتحويله إلى مسحوق.
2 ـ تنقع القطع الصغيرة أو المسحوق في الماء، لفترة تتراوح من 5 إلى 30 يوماً
وخلال هذه الفترة تحدث عملية التخمر، التي تساعد على تحويل جزءٍ كبير من الشمع
الموجود في خشب العود إلى دهن العود.